# Acanthobdella peledina
A Acanthobdella peledina é uma espécie de sanguessuga da infraclasse Acanthobdellidea. Alimenta-se da pele e do sangue de peixes de água doce nas regiões boreais do norte da Europa, Ásia e América do Norte.

## Taxonomia
As sanguessugas nesta infraclasse são primitivas, e alguns autores colocam-nas em uma subclasse separada da Hirudinea. No entanto, o Registo Mundial de Espécies Marinhas coloca-os dentro dos Hirudinea, como um grupo irmão de Euhirudinea, as verdadeiras sanguessugas. A Acanthobdella peledina foi descrita pela primeira vez pelo zoólogo alemão Adolph Eduard Grube em 1851. Por muito tempo, acreditou-se que fosse a única espécie na infraclasse, mas em 1966, outra espécie do género, A. livanowi, foi descrita a partir da vizinhança da Península de Kamchatka, no leste da Sibéria.

## Descrição
A Acanthobdella peledina difere de outras sanguessugas de peixe por não ter uma ventosa em sua extremidade anterior, em vez disso, ela se liga ao seu hospedeiro com cerca de quarenta chaetae em forma de gancho (cerdas quitinosas) carregadas em seus primeiros cinco segmentos. Na verdade, é o único entre as sanguessugas por ter chaetae, e também por ter um celoma (cavidade corporal) dividido por septos em um canal descontínuo. Outras formas em que difere de outras sanguessugas são que o corpo é dividido em 29 segmentos, falta um prostómio e um peristómio, e os nefrídios não têm funis. Ela tem uma ventosa na extremidade posterior e move-se de uma maneira típica de sanguessuga, estendendo alternadamente a sua extremidade anterior para a frente e, em seguida, agarrando-se com sua chaetae em forma de gancho enquanto traz a sua ventosa posterior perto de sua extremidade anterior. As sanguessugas são cilíndricas, verde-oliva e têm cerca de 23 milímetros de comprimento.

## Distribuição
A espécie tem distribuição boreal e é conhecida em locais de água doce no norte da Europa e Ásia, e no Alasca.

## Ecologia
Um dos peixes parasitados por Acanthobdella peledina no Alasca é a sardinha cisco (Coregonus sardinella). As sanguessugas foram encontradas logo atrás das barbatanas pélvicas com suas extremidades anteriores embutidas na pele e no tecido muscular abaixo.